# Claudia Peczinka
 (mai 2025).
Si vous disposez d'ouvrages ou d'articles de référence ou si vous connaissez des sites web de qualité traitant du thème abordé ici, merci de compléter l'article en donnant les références utiles à sa vérifiabilité et en les liant à la section « Notes et références ».
Claudia Steinmann-Peczinka, née Claudia Peczinka le 21 janvier 1968 à Zurich, est une nageuse synchronisée suisse.

## Biographie
Claudia Peczinka commence sa carrière en tant que nageuse synchronisée pour le Zurich SV Limmat , aujourd'hui Limmat Sharks Zurich. La division de natation artistique, fondée en 1961, s'appelait au sein du club « Limmat-Nixen » et se sépare du SV Limmat Zurich en 1998, devenant ainsi à partir de ce moment-là un club indépendant. 
Claudia Peczinka participe à plusieurs championnats suisses de natation synchronisée. En 1984, elle remporte sa première médaille de bronze en duo et répète cette performance en 1985 et 1986 avec Caroline Sturzenegger et en 1987 avec Daniela Jordi. En 1988 et 1989, elle obtient avec Daniela Jordi la deuxième place en duo aux championnats nationaux, avant que ce duo ne devienne champion suisse de natation synchronisée en 1990. Claudia Peczinka défend ce titre en 1991 et 1992 avec une autre partenaire, Caroline Imoberdorf.
En solo, Claudia Peczinka obtient la troisième place en 1986, 1987 et 1989, et la deuxième place en 1988 aux Championnats suisses. De 1990 à 1992, Claudia Peczinka remporte le titre de championne suisse trois fois consécutivement.
Au cours de leur parcours sur le podium en solo et en duo, les Limmat-Nixen remportent à six reprises les titres de la compétition par équipes aux championnats nationaux.
En 1988, Claudia Peczinka est l'une des trois nageuses synchronisées suisses à se qualifier pour les Jeux olympiques d'été de Séoul et elle termine 24e.
Aux Jeux olympiques d'été de 1992 de Barcelone, Claudia Peczinka participe à la fois en solo et en duo avec Caroline Imoberdorf. Elle termine 15e en solo et 12e en duo.

### Vie personnelle
Claudia Steinmann-Peczinka est mariée à l'ancien pentathlète moderne et participant olympique Peter Steinmann depuis 1993 et a deux fils, dont le joueur de squash Dimitri Steinmann,.
En 1998, elle crée avec son mari la société de production vidéo Polyvision GmbH et ils lancent le programme télévisé de vacances et de voyages Globe TV. Avec la reprise de l'ancienne chaîne de télévision HasliTV (aujourd'hui TeleZ), elle commence sa carrière en tant qu'animatrice de talk-show. Aujourd’hui, elle dirige l’équipe éditoriale de TeleZ. Depuis 2003, Claudia Steinmann anime son propre talk-show. Dans l’émission « Konkret », elle accueille chaque semaine des invités issus du monde politique, culturel, sportif et des tabloïds.

## Palmarès

### Championnats de Suisse

#### Individuel
- Championnats de Suisse : 3 titres (1990, 1991, 1992)

#### Duo
- Championnats de Suisse : 3 titres (1990, 1991, 1992)